# Phorotrophus tricolor
Phorotrophus tricolor är en stekelart som först beskrevs av André Seyrig 1934.  Phorotrophus tricolor ingår i släktet Phorotrophus och familjen brokparasitsteklar. Inga underarter finns listade i Catalogue of Life.